# Ciudad Fernández
Ciudad Fernández là một đô thị thuộc bang San Luis Potosí, México. Năm 2005, dân số của đô thị này là 41052 người.